# إليجاه أ. مورس
إليجاه أ. مورس هو سياسي أمريكي، ولد في 25 مايو 1841 في ساوث بند في الولايات المتحدة، وتوفي في 5 يونيو 1898 في كانتون في الولايات المتحدة. نشط حزبياً في الحزب الجمهوري. وقد انتخب عضو مجلس النواب الأمريكي ‏.